# Dermestes coarctatus
Dermestes coarctatus es una especie de escarabajo de piel del género Dermestes, tribu Dermestini, subfamilia Dermestinae. Fue descrita por Harold en 1877.

## Descripción
Mide 8-9 mm de longitud.

## Distribución y hábitat
Se distribuye por Asia: Japón, Corea, Siberia oriental y norte de China.